# Miranda (przedsiębiorstwo)
Miranda Spółka z o.o. – przedsiębiorstwo przemysłu włókienniczego z siedzibą w Turku wchodzące w skład Grupy Lubawa.
Przedsiębiorstwo jest producentem i dystrybutorem tkanin oraz dzianin poliestrowych, poliamidowych i mieszanych. Miranda posiada własne zaplecze naukowo-badawcze, które sprawuje bieżącą kontrolę nad produkcją i reżimem przestrzegania procedur technologicznych. Szereg certyfikatów potwierdza natomiast zachowywanie w firmie standardów jakościowych, ekologicznych oraz higienicznych. Spółka zatrudnia ponad 500 osób, których praca zlokalizowana jest w jednym z czterech podstawowych działów produkcyjnych: tkalnia, dziewiarnia, wykańczalnia i drukarnia.

## Historia
Budowę Turkowskich Zakładów Przemysłu Jedwabniczego rozpoczęto w 1952 roku, a pierwszą tkalnię oddano do użytku dwa lata później. Zatrudnienie znalazło 700 osób, w tym 420 kobiet. W 1956 roku uruchomiono drugą tkalnię. Całkowity koszt tej inwestycji wyniósł 60 milionów złotych. Zatrudnienie ogółem w tych zakładach na koniec 1956 roku wyniosło 1330 osób, w tym 931 kobiet. Produkowano tu jedwab w stanie surowym, który wysyłano do Kalisza i Pabianic w celu uszlachetnienia. W kilka lat później zakłady uruchomiły dodatkowo produkcję krawatów i szali, głównie w systemie chałupniczym, umożliwiając podjęcie pracy tym kobietom, które z różnych względów (np. opieki nad dziećmi) nie mogły jej podjąć bezpośrednio w przedsiębiorstwach.
Od 1975 firma działała jako Zakład Przemysłu Jedwabniczego „Miranda”. W 1977 roku oddano do użytku nowe obiekty przy ul. Jedwabniczej. Produkowano w nich wykończone dzianiny i tkaniny, firanki oraz świadczono usługi wykończalnicze. Łączny koszt tej inwestycji wynosił 1500 mln zł. Zatrudnienie w roku przekazania zakładu do eksploatacji wynosiło 2716 osób, w tym 1706 kobiet, jednak na koniec 1989 roku zmalało do 2113 osób, w tym 1150 kobiet. Nastąpiło to na skutek urynkowienia się gospodarki polskiej i związanych z tym faktem trudności, na które duże uspołecznione przedsiębiorstwo, ukształtowane w systemie nakazowo-rozdzielczym, nie było przygotowane. Odnotowano więc spadek produkcji sprzedanej, gdyż nie było na nią pełnego zapotrzebowania, co w konsekwencji pociągnęło za sobą zmniejszenie zatrudnienia. Dyrektorami zakładów jedwabniczych byli: Michał Kozanecki (1952-1956), Władysław Junka (1956-1961), Bazyli Tyc (1961-1974), Stanisław Lula (1974-1988) i Mieczysław Jarzęcki (1989-1990).
Przełom w polityce polskiej w 1989 roku spowodował w styczniu tegoż roku rozpoczęcie protestu na tle płacowym. Wkrótce potem przedsiębiorstwo postawiono w stan likwidacji.
W 1993 przedsiębiorstwo zostało przekształcone w jednoosobową spółkę Skarbu Państwa w celu włączenia do programu NFI. W 1997 kontrolowana przez NFI „Piast” ZPJ „Miranda” SA została wniesiona tytułem aportu do spółki Próchnik SA, która w 2002 sprzedała zadłużone zakłady kammiennogórskiej spółce Len SA. „Miranda” została zlikwidowana w 2007 roku, a wcześniej przez nią utworzony podmiot, „Miranda” sp. z o.o., przejął część dotychczasowych pracowników oraz majątek. Podczas likwidacji spółki akcyjnej pracownicy otrzymywali wymówienia, jednocześnie otrzymując nowe umowy o pracę w spółce z o.o. Związki zawodowe nie zgadzały się na taką kolej rzeczy, tłumacząc to chęcią zmiany umów pracy na mniej korzystne, co w konsekwencji miało doprowadzić do likwidacji związków zawodowych. Około 60 osób, które prowadziło strajk nie otrzymało oferty pracy w spółce z o.o. Sprawa zwolnienia została przez związkowców skierowana do Sądu Pracy. Postępowanie zakończyło się ugodą.
Od 2011 roku wchodzi w skład Grupy Lubawa.

## Działalność

### Działy produkcji
- Tkalnia – wyposażona w krosna, dające możliwość produkcji tkanin o różnych szerokościach, masach, splotach oraz wzorach żakardowych i nicielnicowych, wytwarzanych z przędz poliestrowych, poliamidowych, bawełnianych, wiskozowych i innych;
- Dziewiarnia – wyposażona w płaskie maszyny dziewiarskie do produkcji różnorodnych dzianin poliestrowych, poliamidowych, elastycznych i innych, w różnych szerokościach i masach;
- Wykańczalnia – wyposażona w różnego typu i wielkości barwiarki, suszarko-stabilizerki, powlekarki, kalandry, pralnice, draparki i inne urządzenia wykończalnicze, pozwalające uzyskać bardzo szeroki wybór oferowanych dzianin i tkanin;
- Drukarnia – wyposażona w drukarki rotacyjne i drukarki płaskie, które umożliwiają nadruk wzorów o bardzo dużych rozmiarach i niezwykłej jakości druku oraz drukarki transferowe, a także parowniki, służące do utrwalania druku. Miranda posiada również urządzenia umożliwiające produkcję szablonów, zarówno rotacyjnych, jak i płaskich oraz własne studio graficzne, odpowiedzialne za właściwe przygotowanie nośników do druku[7].

### Produkty
Miranda posiada w swojej ofercie tkaniny z przeznaczeniem na rolety, obrusy, szyfony, tiule, a także nośniki pod druk. Tkaniny dekoracyjne tkaniny roletowe i zasłonowe wzbogacone są o żakard. Miranda produkuje również tkaniny dziecięce z przeznaczeniem na wózki, foteliki, buciki i zabawki dziecięce. Oferta Miranda obejmuje też tkaniny sakralne na alby i szaty liturgiczne. Miranda jest producentem tkanin technicznych, które są wykorzystywane na odzież ostrzegawczą, poszycia namiotów, leżaków i kurtek. W swojej ofercie posiada także welury poliamidowe i poliestrowe oraz tkaniny na odzież sportową. Tkaniny Miranda wykorzystywane są do produkcji m.in.: rolet (mini, rzymskich, paneli, żaluzji pionowych), tapicerek mebli i foteli w środkach komunikacji, obuwia, „oddychającej” odzieży przeciwdeszczowej i ostrzegawczej, firan, akcesoriów dziecięcych i odzieży dla służb mundurowych.
Miranda jako jedno z niewielu przedsiębiorstw w Polsce dysponuje możliwością uszlachetniania tkanin, dzięki czemu mogą stać się wodoodporne, wodoszczelne, trudnopalne, antybakteryjne, antygrzybiczne, mrozoodporne, antyelektrostatyczne lub plamoodporne. Miranda ma możliwość impregnowania tkanin teflonem, usztywniania i produkcji tkanin o podwyższonej odporności na światło.

#### Produkty specjalistyczne
Miranda oferuje także szereg tkanin oraz dzianin technicznych przeznaczonych stricte dla służb mundurowych, m.in.: tkaniny na odzież policyjną i strażacką, obuwie, plecaki, namioty, pokrowce, kamizelki kuloodporne itp. Miranda jest producentem wielozakresowych siatek maskujących Berberys, które zapewniają kamuflowanie i zminimalizowanie możliwości wykrycia i identyfikacji wojsk, sprzętu i instalacji.
Opracowane przez firmę Miranda multispektralne systemy maskujące zapewniają ochronę w zakresie optycznym (VIS), bliskiej podczerwieni (NIR), Podczerwieni termalnej (TIR) oraz radaru.
Miranda posiada w swojej ofercie również kamuflaż indywidualny żołnierza oraz kamuflaż mobilny przeznaczony do maskowania Kołowego Transportera Opancerzonego (KTO) „Rosomak”.